# Krasak (Jatibarang)
Krasak is een bestuurslaag in het regentschap Indramayu van de provincie West-Java, Indonesië. Krasak telt 5304 inwoners (volkstelling 2010).